# Magon (1913)
Magon – francuski niszczyciel z okresu I wojny światowej. Jednostka typu Bisson. Okręt wyposażony w cztery kotły parowe opalane ropą i turbiny parowe. Zapas paliwa 165 ton. Do 1916 roku operował na Morzu Śródziemnym, później na Morzu Północnym. W latach 1917–1918 czterokrotnie brał udział w operacjach zwalczania niemieckich niszczycieli. Po wojnie służył do dnia 16 lutego 1926 roku w którym został skreślony z listy floty.